# Gageldonk

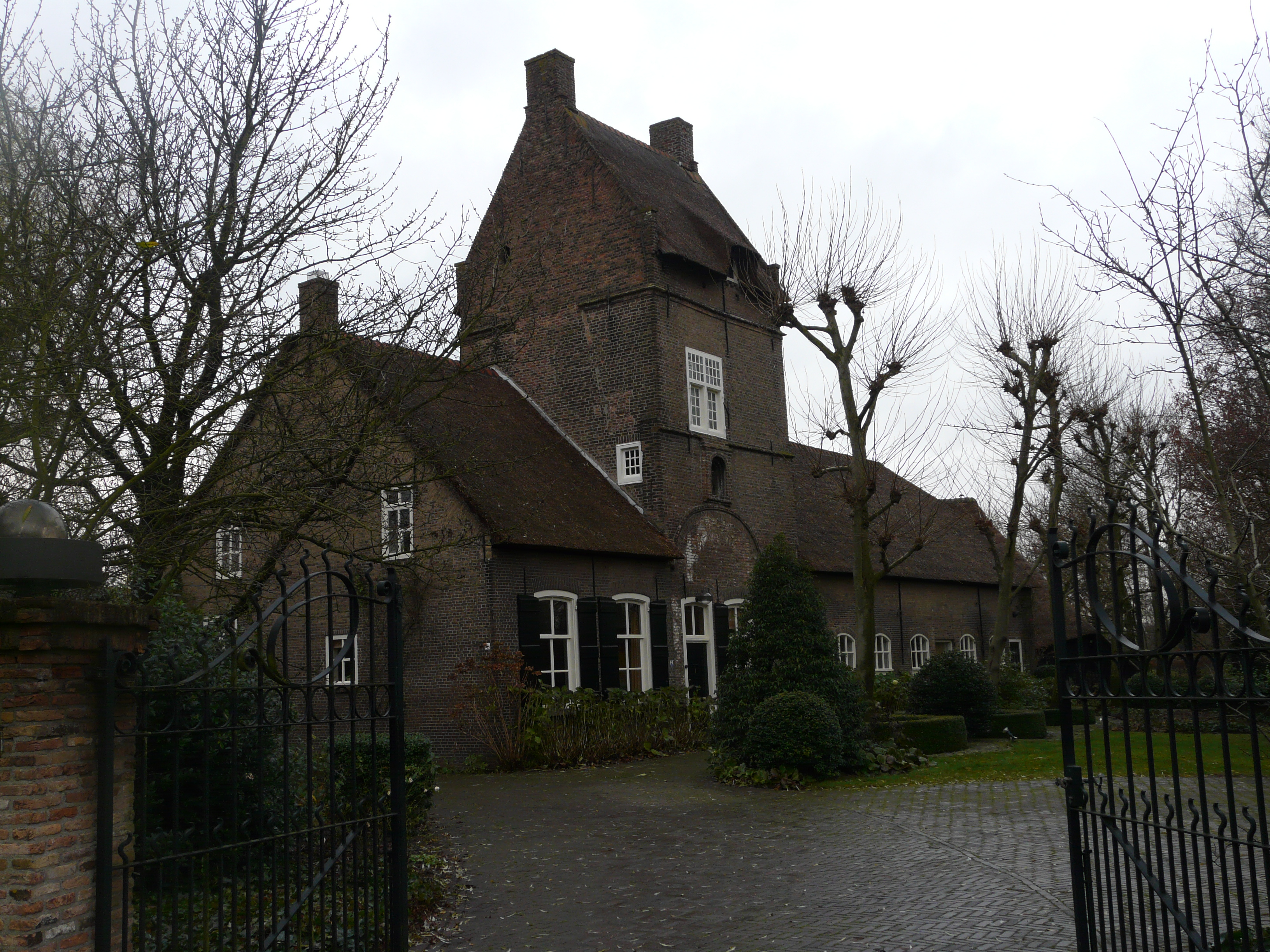
Het Hooghuys

Gageldonk is de oudste wijk van de Haagse Beemden in het noorden van Breda. Gageldonk ligt tussen de wijken Kesteren en Kievitsloop. De bebouwing in deze wijk is voornamelijk in de jaren 80 tot stand gekomen.  Het bestaat grotendeels uit laagbouw en maar enkele grotere appartementengebouwen. Er is vooral sociale woningbouw gebouwd, waaronder woongemeenschap Aardrijk.

## Geschiedenis
In Heerlijkheid Gageldonk stond een kasteel, het Huys van Gageldonck of Kasteel Gageldonk. In 1573 werd het kasteel door de Watergeuzen in brand gestoken. Van het kasteel zelf is nu alleen het poortgebouw overgebleven. Dit maakt thans deel huis van de hoeve "Het Hooghuys". In de buurt staat de oude 16e-eeuwse slotkapel, nu de kapel van de H.H. Maria en Dymphna, ook wel Kapel van Gageldonk genoemd.
Bij de Heerlijkheid Gageldonk bevond zich ook het landgoed Burgst, een overblijfsel van de Heerlijkheid Burgst.
Gageldonk behoorde tot 1 juli 1976 tot Prinsenbeek.

## Voorzieningen
Voor de dagelijkse boodschappen is er winkelcentrum de Donk bij de Apenrots, een wooneenheid uit 1982. Aan de Merodelaan vindt men buurthuis Gageldonk (voorheen de Beemdentil). Aan de Kantenbeemd is een tennispark van de tennisvereniging Haagse Beemden. De Bethlehemkerk is sinds 2013 gesloten en later omgebouwd tot twee wooneenheden.
Gageldonk is per bus bereikbaar met stadslijnen 2 en 3 van Arriva.

## Bezienswaardigheden
- De Poorttoren van het Kasteel Gageldonk, ingebouwd in de hoeve "Het Hooghuys".
- De Kapel van Gageldonk.
- De voormalige Bethlehemkerk in Bossche Schoolstijl.
- Hoeve Keihoef aan de Keistraat 9.
- De Grote Hoeve van Muizenberg aan de Bredestraat 6.

Zie ook de Lijst van rijksmonumenten in Gageldonk

## Natuur
Aan de andere kant van de Emerparklaan ligt de plas “de Emerput”.

## Fotogalerij

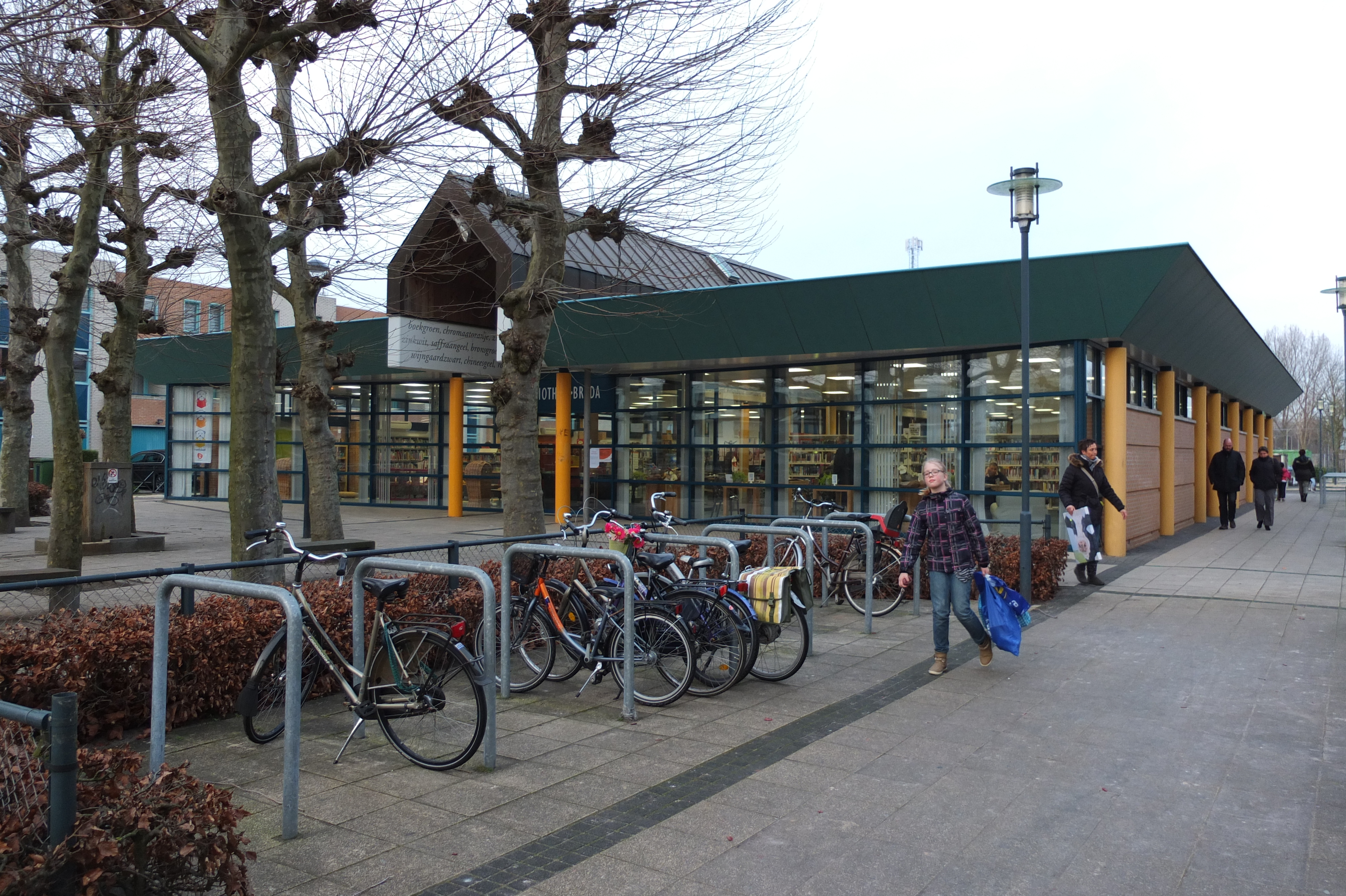
Openbare bibliotheek Heksenwiel.
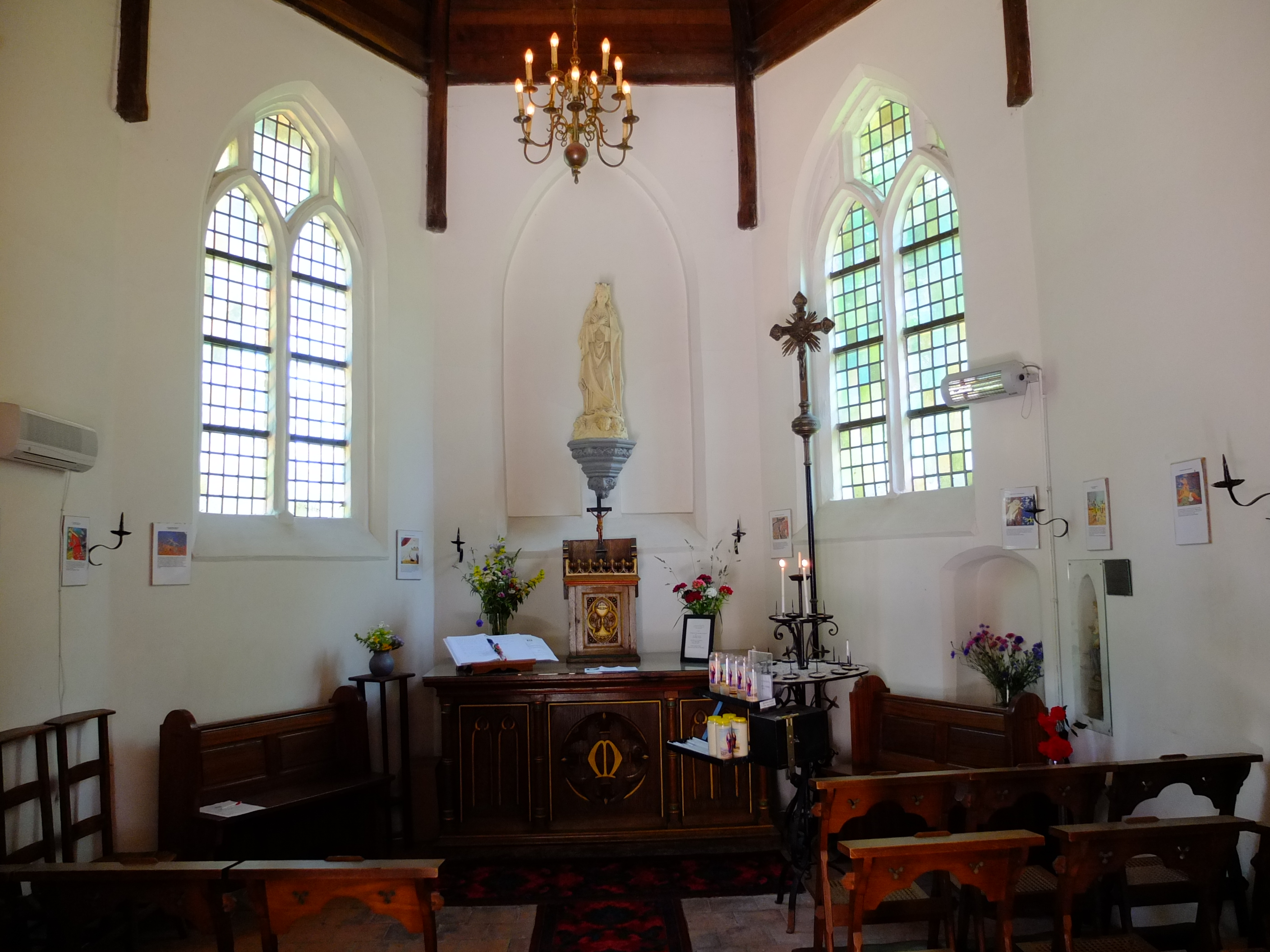
Interieur van de kapel van Gageldonk.
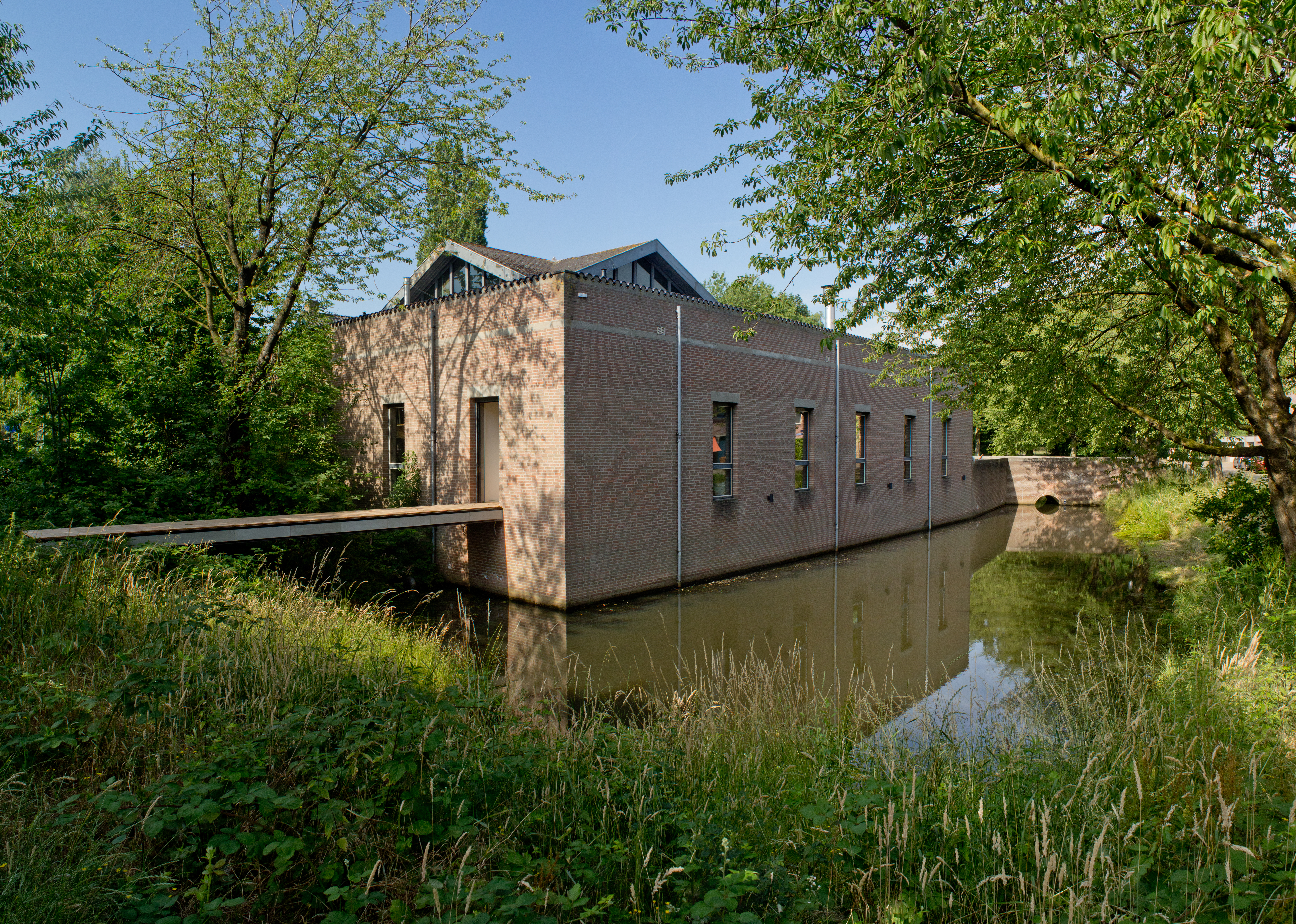
De voormalige Bethlehemkerk.
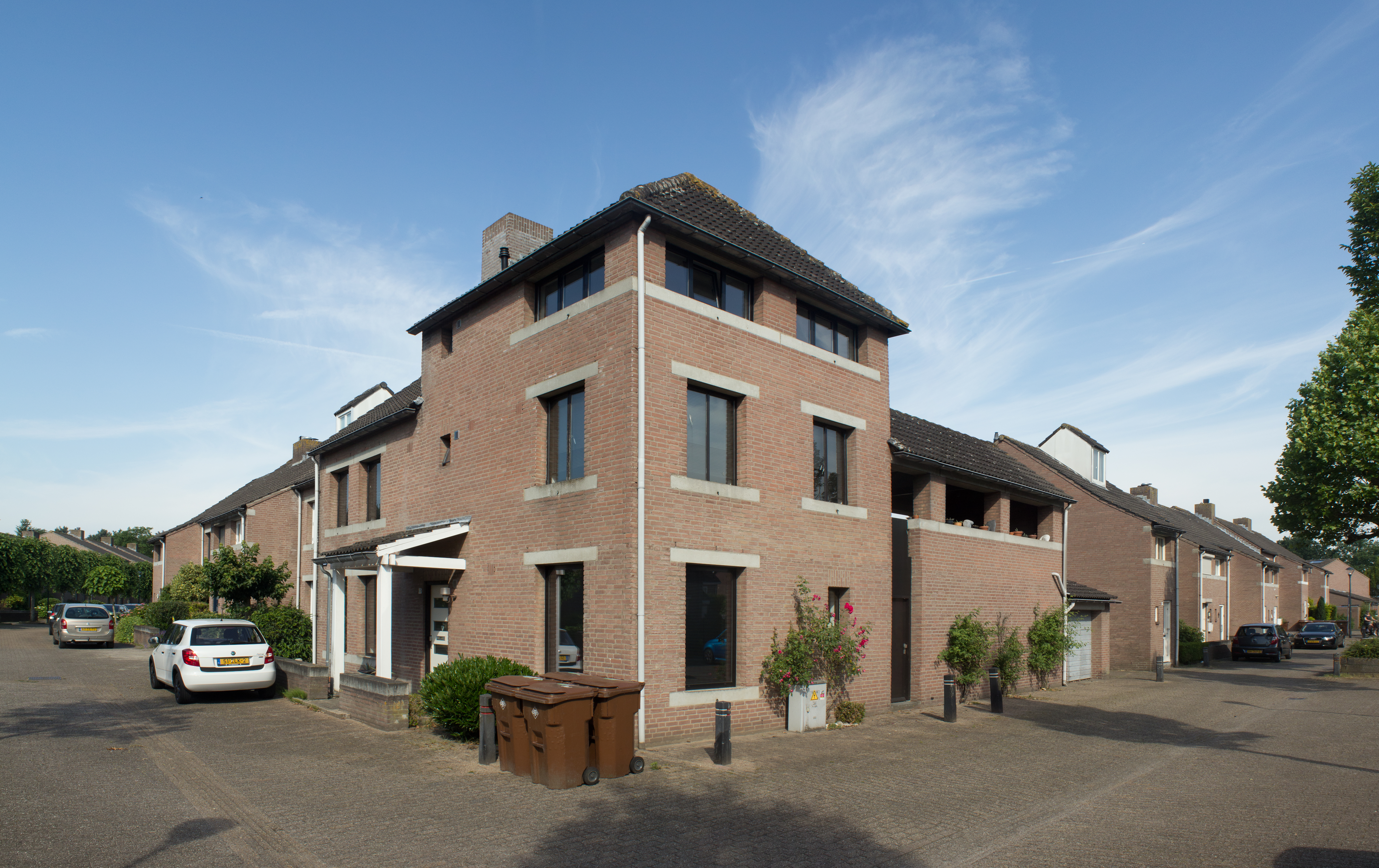
Bossche Schoolarchitectuur aan het Spank.
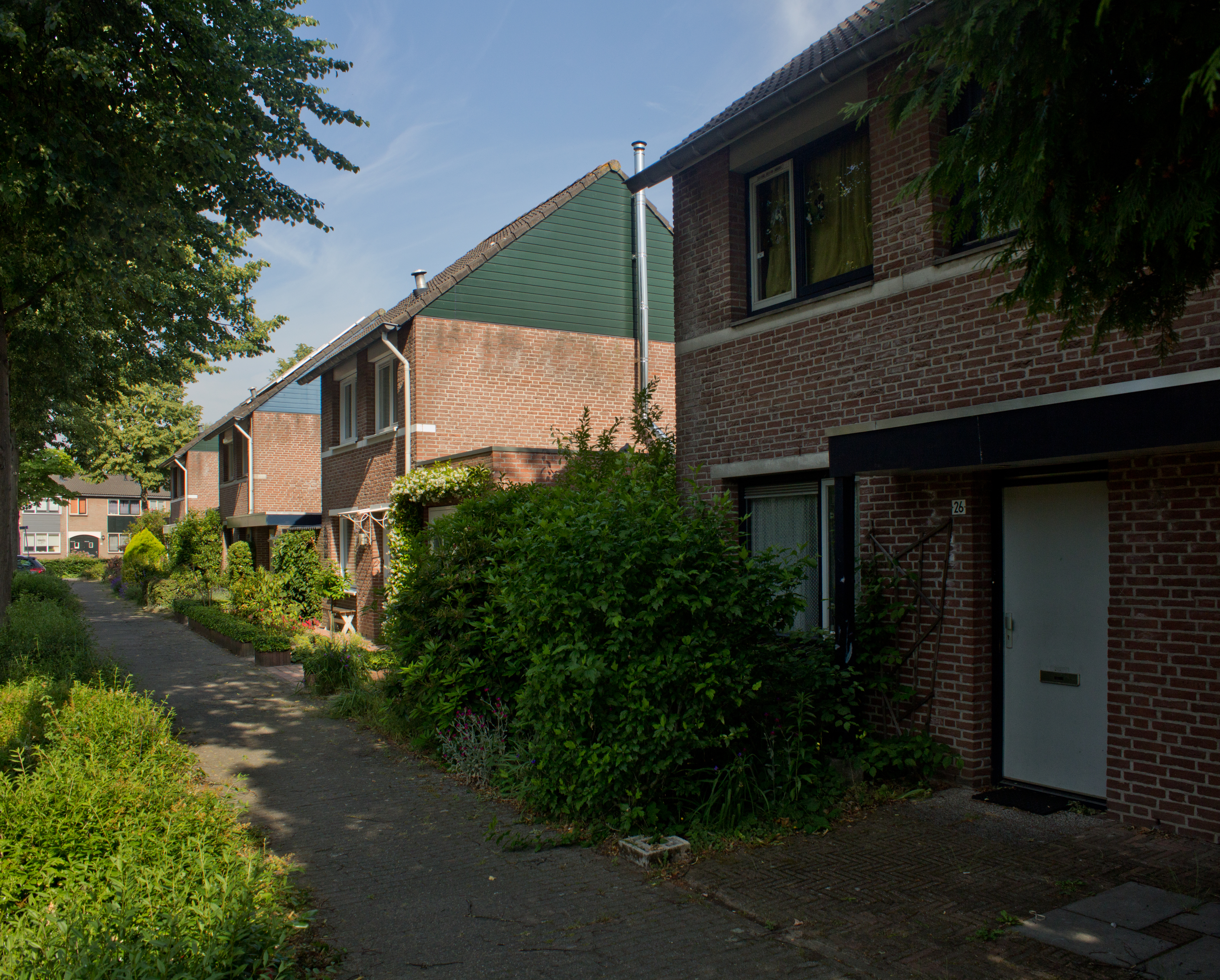
Woningbouw langs de Arenberglaan.
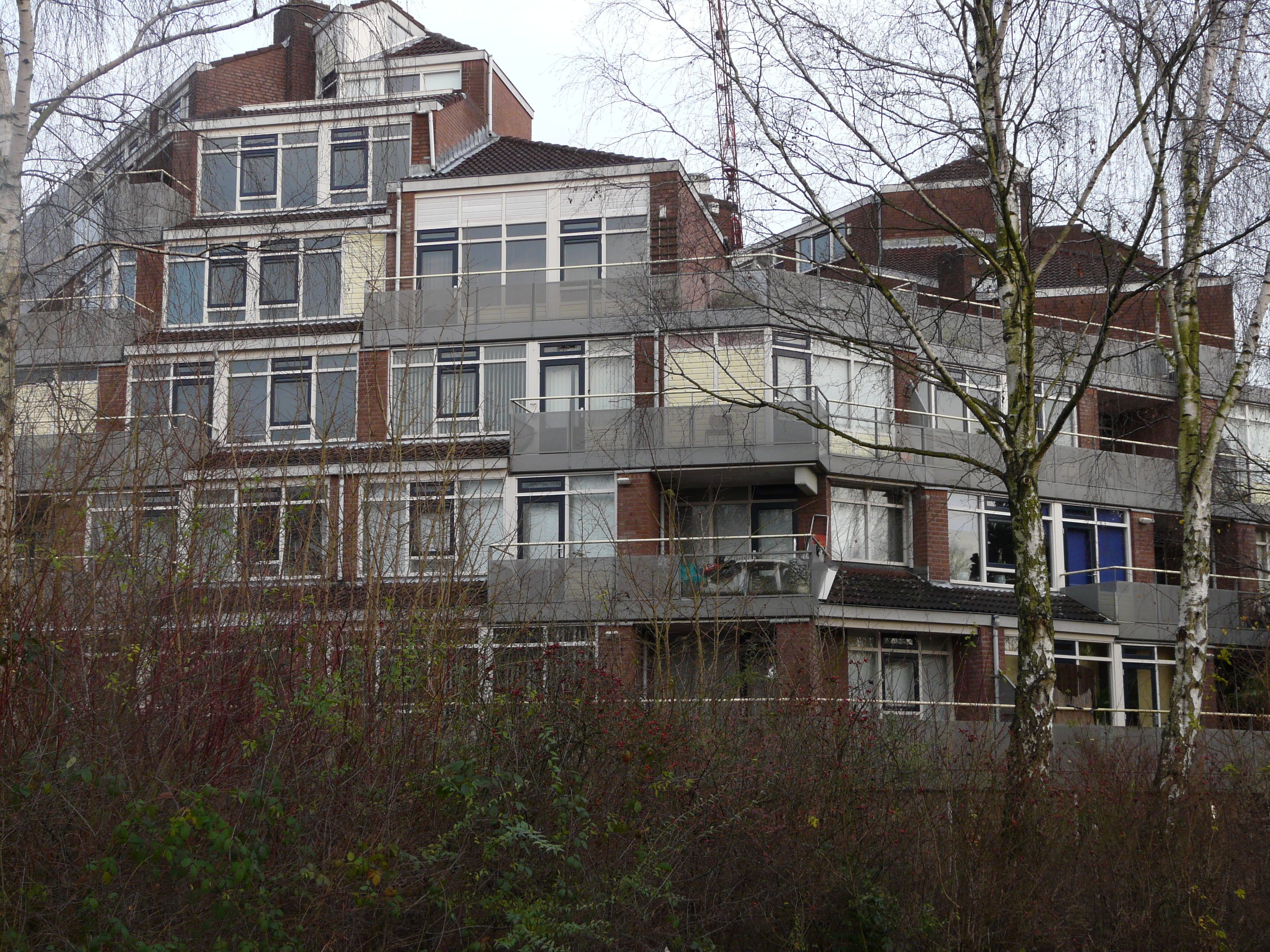
De “Apenrots”.
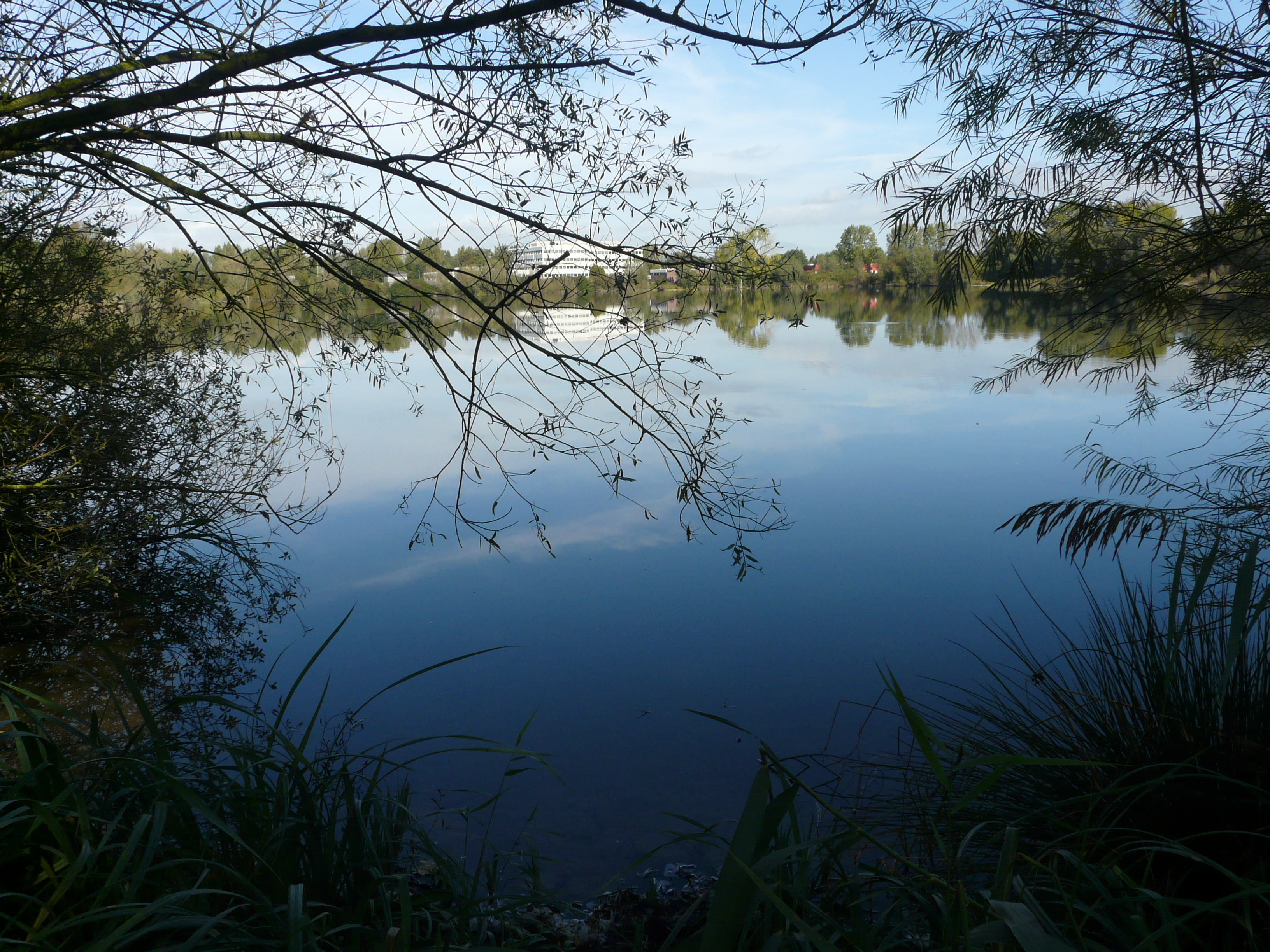
De Emerput.